# 가노아시군

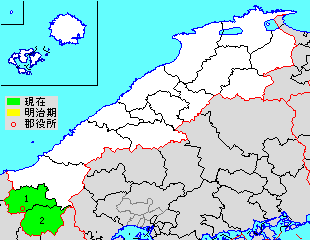
가노아시 군의 위치

가노아시군(일본어: 鹿足郡)은 일본 시마네현의 군이다.
인구 11,583명, 면적 643.53km², 인구밀도 18명/km².(2025년 3월 1일, 추계인구)
이하 2정으로 구성된다.
- 쓰와노정(津和野町)
- 요시카정(吉賀町)

## 역사
- 2005년 9월 25일 - 쓰와노 정·니치하라 정이 합병해 쓰와노 정이 성립하였다.
- 2005년 10월 1일 - 무이카이치 정·가키노키 촌이 합병해 요시카 정이 성립하였다.